# Bob Riley
Bob Riley (sinh 3 tháng 10 năm 1944) là thống đốc thứ 52 của Alabama, Hoa Kỳ. Riley sinh ra ở Ashland, Alabama, một thị trấn nhỏ ở quận Clay, Alabama. Riley học tại Đại học Alabama, và ông tốt nghiệp với bằng quản trị kinh doanh. Riley là kết hôn với Patsy Adams Riley, cũng quê ở Ashland. Họ có bốn người con (một trong số đó đã chết) và bảy cháu.